# Toya rymmer
Toya rymmer (originaltitel Toya) är en norsk svartvit barnfilm från 1956 i regi av Eric Heed och Gunnar Olram. I huvudrollen som flyktingflickan Toya ses Aleidis Skard.

## Handling
Lilla Toya är föräldralös och bor i ett europeiskt land som förtrycks av en främmande makt. Hon kommer till Norge som flykting och adopteras av en familj utanför Stavanger. Lyckan blir dock inte långvarig då Toya anklagas för att ha stulit pengar. Hon rymmer från sitt nya hem för att på egen hand försöka lösa situationen. Under resan träffar hon den jämngamla pojken Trygve. Han hjälper henne och till slut klaras mysteriet med de försvunna pengarna upp.

## Rollista
- Aleidis Skard – Toya
- Harald Heide Steen – farbror Bjørn
- Gøril Havrevold – tant Inger
- Aud Salveson – Lise
- Magne Ove Larsen – Trygve
- Gunnar Olram – farbror Gunnar
- Eric Heed	– Toyas far
- Thor Inge Kristiansen	– Herman
- Inger Worren – lärarinnan
- Torhild Lindahl – syster Agnete
- Reidun Lindgren – syster Reidun
- Erling Lindahl – en läkare
- Guri Stormoen	– en dam på tåget
- Grete Nissen – syster Grete
- Björg Sandöy – Anne
- Toril Kragmo – Evelyn
- Ola R. Lea – polisen i Stavanger
- W. Rynning-Tønnessen – polisen i Kristiansand
- Aslaug Øye – Trygves mor
- Lillemor Hoel
- Nora Borgen
- Elisabeth Gjerdrum

## Om filmen
Filmen bygger på Barntimeboka, en barnbok skriven av NRK:s radiolyssnare 1955. Den regisserades av Eric Heed och Gunnar Olram efter ett manus av Knut Vidnes. Filmen fotades av Ragnar Sørensen och klipptes av Olav Engebretsen. Musiken komponerades av Maj Sønstevold.
Toya hade premiär den 29 november 1956 i Norge och hade då titeln Toya. Den 11 februari 1957 hade filmen premiär i Sverige på biograferna Draken, Fontänen, Garbio och Lyran. Den svenska titeln är Toya rymmer.